# Тецуја Асано
Тецуја Асано (јап. 浅野 哲也; 23. фебруар 1967) бивши је јапански фудбалер.

## Каријера
Током каријере је играо за Нагоја Грампус, Урава Ред Дајмондс, Токио и Кавасаки Фронтале.

## Репрезентација
За репрезентацију Јапана дебитовао је 1991. године. За тај тим је одиграо 8 утакмица и постигао 1 гол.

## Статистика
| Јапан  | Јапан   | Јапан  |
| Година | Наступи | Голови |
| ------ | ------- | ------ |
| 1991.  | 2       | 0      |
| 1992.  | 3       | 0      |
| 1993.  | 0       | 0      |
| 1994.  | 3       | 1      |
| Укупно | 8       | 1      |